# Hugh Grant
Hugh John Mungo Grant (Londra, 9 settembre 1960) è un attore britannico.
Tra i volti più noti del cinema britannico, Grant fu inizialmente notato dalla critica cinematografica nel 1987, grazie alla sua interpretazione in Maurice di James Ivory, per cui vinse la Coppa Volpi per la migliore interpretazione maschile alla Mostra del cinema di Venezia. 
Nel 1994 ottenne il successo internazionale grazie alla commedia Quattro matrimoni e un funerale, diretta da Mike Newell e scritta da Richard Curtis, che divenne un cult in tutto il mondo e gli consentì di vincere il Golden Globe per il miglior attore in un film commedia o musicale e il BAFTA al miglior attore protagonista.
In seguito ha consacrato la propria fama in altre commedie britanniche di grande successo, come Notting Hill (1999), Il diario di Bridget Jones (2001), About a Boy (2002), Love Actually (2003), Che pasticcio, Bridget Jones! (2004), Paddington 2 (2017), oltre che in numerose produzioni hollywoodiane.

## Biografia

### Origini
Nato a Londra il 9 settembre 1960, sua madre era un'insegnante di lingue (infatti Grant parla anche il francese) mentre suo padre era il direttore di una ditta di tappeti anche se aveva la passione per la pittura ad acquerelli (l'attore ne ha ereditato la collezione d'opere d'arte). Ha un fratello più grande di nome James. Grant studia alla Wetherby School, alla Latymer Upper School e al New College di Oxford, dove si laurea in Letteratura inglese. Ha sempre sognato di intraprendere la carriera artistica malgrado il parere contrario dei genitori. La sua prima esperienza cinematografica risale a un film prodotto dalla stessa università tramite la Oxford University Film Foundation e diretto da Michael Hoffman, un suo compagno di studi.

### Carriera
La passione per la recitazione porta Hugh a far parte di una compagnia teatrale, la Jocke's of Norfolk. Dopo alcune brevi esperienze televisive, nel 1987 il regista Michael Radford lo chiama a interpretare un piccolo ruolo in Misfatto bianco, mentre Gonzalo Suárez gli affida una parte in Remando nel vento. La consacrazione avviene lo stesso anno, quando James Ivory gli affida il ruolo da coprotagonista in Maurice, tratto dal romanzo omonimo di E. M. Forster, storia del delicato e tormentato risveglio alla propria omosessualità di uno studente nella puritana Inghilterra di inizio Novecento. Il film ha un grande successo e Grant ottiene la Coppa Volpi al festival di Venezia come miglior attore. Nel 1991 impersona il celebre compositore polacco Fryderyk Chopin nel film Chopin amore mio. Nel 1992 interpreta il ruolo di Nigel, nel film thriller erotico Luna di fiele di Roman Polański.
Del 1993 è la vera svolta della sua carriera, quando il regista Mike Newell lo chiama a interpretare il ruolo del timido Charles nella commedia Quattro matrimoni e un funerale, al fianco di Andie MacDowell. Hugh Grant ottiene un successo planetario, vince un Golden Globe e il BAFTA nel 1995 e diviene uno degli attori di commedia più richiesti sul mercato. Partecipa a numerose produzioni hollywoodiane tra cui Nine Months - Imprevisti d'amore (1995), al fianco di Julianne Moore, e Mickey occhi blu (1999), una satira sulla criminalità organizzata al fianco di James Caan. Nel 1999 ottiene un nuovo successo planetario di critica e di pubblico grazie alla commedia romantica Notting Hill, storia d'amore tra un comune libraio londinese e una diva di Hollywood, interpretata da Julia Roberts.
Nel 2001 partecipa a un'altra commedia di successo, Il diario di Bridget Jones, in cui interpreta il ruolo di Daniel Cleaver, un cinico capoufficio, che seduce l'impacciata impiegata Bridget Jones, interpretata da Renée Zellweger. Nel 2002, grazie al personaggio di Will Freeman, protagonista del film About a Boy - Un ragazzo, tratto dal romanzo omonimo di Nick Hornby, ottiene una nuova candidatura ai Golden Globe. Nel 2003 è nel cast della commedia natalizia Love Actually - L'amore davvero, diretta da Richard Curtis, nella quale interpreta il ruolo di un neoeletto premier britannico innamorato di una segretaria di Downing Street. Nel 2004 torna a vestire i panni del cinico capoufficio in Che pasticcio, Bridget Jones!, sempre al fianco di Renée Zellweger.

Nel 2005 partecipa come ospite alla quarta serata del Festival di Sanremo condotto da Paolo Bonolis.

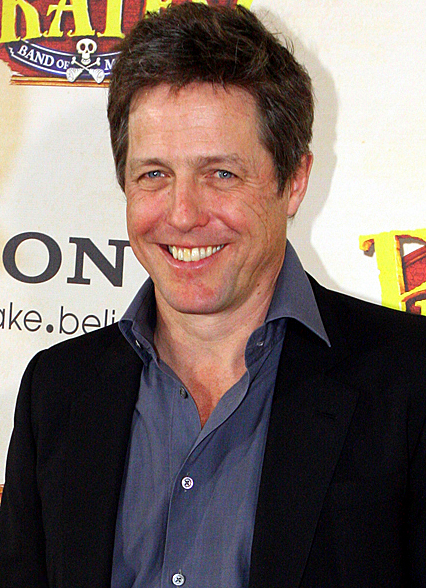
Hugh Grant nel 2012

Nel film Scrivimi una canzone (2007) interpreta un ex-divo degli anni '80, che ha la possibilità di scrivere una canzone per una diva del pop. Per questo film, in cui recita insieme a Drew Barrymore, Grant ha dovuto imparare a cantare e a ballare, interpretando la maggior parte delle canzoni del film. Nel 2009 è nella commedia romantica Che fine hanno fatto i Morgan?, in cui recita al fianco di Sarah Jessica Parker. La pellicola, diretta da Marc Lawrence, racconta le tragicomiche vicende di una coppia in crisi della borghesia newyorkese, che assiste involontariamente a un omicidio ed entra a far parte del programma protezione testimoni.  
Nel 2024, dopo svariate apparizioni in diversi film comici e romantici, viene scelto come protagonista della pellicola horror-thriller Heretic, dove la sua performance ottiene ottimi responsi dalla critica, ricevendo anche un'altra candidatura ai Golden Globe. Nel 2025 interpreta per la terza volta Daniel Cleaver nel quarto film della saga di Bridget Jones, intitolato Bridget Jones - Un amore di ragazzo. 

## Vita privata
Grant è stato legato sentimentalmente all'attrice Elizabeth Hurley per tredici anni, dal 1987 al 2000. Dal 2004 al 2007 ha avuto una relazione con l'ereditiera Jemima Khan. Dal 2011 al 2012 ha avuto una relazione con Tinglan Hong da cui ha avuto due figli: Tabitha, nata il 26 settembre 2011, e Felix, nato il 29 dicembre 2012. Nel gennaio 2014 riconosce il suo terzo figlio, nato nel settembre 2012 dalla relazione con la produttrice televisiva svedese Anna Elisabet Eberstein. I due, successivamente, hanno avuto altre due figlie nate rispettivamente nel dicembre del 2015 e nel marzo del 2018 per poi convolare a nozze il 25 maggio dello stesso anno. Grant è padrino di Damian, figlio della sua ex compagna Elizabeth Hurley, che invece è stata madrina di sua figlia Tabitha.

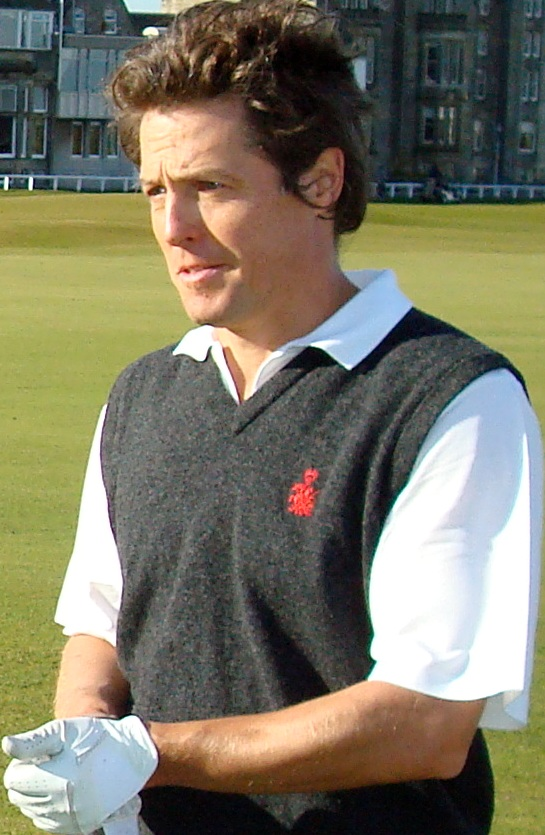
Hugh Gran all'Alfred Dunhill Links Championship del 2007

Grant è un appassionato tifoso della squadra di calcio londinese del Fulham e della squadra italiana del Como 1907. In ambito automobilistico, ha assistito a diversi gran premi di Formula Uno nel corso degli anni e si dichiara tifoso della Scuderia Ferrari. In particolare, in occasione del suo cinquantesimo compleanno, nel settembre 2010, ritira a Maranello una Ferrari California ed è testimone dell'hat trick di Fernando Alonso al gran premio d'Italia. Nel tempo libero ama giocare a golf e partecipa occasionalmente al torneo Alfred Dunhill Links  Championship, che si svolge ogni anno in Scozia. Pratica occasionalmente anche sport quali calcio e rugby.
Il 27 giugno 1995, sorpreso dalla polizia a Los Angeles in compagnia di una prostituta, è arrestato con l'accusa di atti osceni in luogo pubblico. Nel 2007 subisce un altro arresto per l'aggressione a un fotografo.
Grant è un discreto musicista autodidatta fin dall'adolescenza, per sua stessa ammissione divenuto tale dopo essere stato "folgorato dalle maestose opere di quell'infinito genio di Ludwig van Beethoven, in particolare le sue sinfonie e i suoi ultimi quartetti d'archi. Fu un colpo di fulmine,  un amore viscerale che mi ha cambiato per sempre la vita". Suona il pianoforte, e occasionalmente, violino e tromba. Ciononostante, dichiara di non possedere CD e di tollerare unicamente la musica degli ABBA. 
Cresciuto in una famiglia anglicana, ha affermato di essere ateo da quando aveva 13 anni, benchè occasionalmente devoto a san Lorenzo. 

## Filantropia
Hugh Grant è un sostenitore attivo di Pancreatic Cancer Action, ente non-profit che combatte il cancro al pancreas attraverso delle campagne di sensibilizzazione. La madre di Grant morì nel 2001 proprio per tumore al pancreas.

## Filmografia

### Attore

#### Cinema
- Privileged, regia di Michael Hoffman (1982)
- Misfatto bianco (White Mischief), regia di Michael Radford (1987)
- Maurice, regia di James Ivory (1987)
- L'irlandese (The Dawning), regia di Robert Knights (1988)
- La tana del serpente bianco (The Lair of the White Worm), regia di Ken Russell (1988)
- Remando nel vento (Remando al viento), regia di Gonzalo Suárez (1988)
- Una notte a Bengali (La nuit Bengali), regia di Nicolas Klotz (1988)
- The Big Man, regia di David Leland (1990)
- Chopin amore mio (Impromptu), regia di James Lapine (1991)
- Luna di fiele (Bitter Moon), regia di Roman Polański (1992)
- Quel che resta del giorno (The Remains of the Day), regia di James Ivory (1993)
- Sirene (Sirens), regia di John Duigan (1994)
- Quattro matrimoni e un funerale (Four Weddings and a Funeral), regia di Mike Newell (1994)
- Un'avventura terribilmente complicata (An Awfully Big Adventure), regia di Mike Newell (1995)
- L'inglese che salì la collina e scese da una montagna (The Englishman Who Went Up a Hill But Came Down a Mountain), regia di Cristopher Monger (1995)
- Nine Months - Imprevisti d'amore (Nine Months), regia di Chris Columbus (1995)
- Ragione e sentimento (Sense and Sensibility), regia di Ang Lee (1995)
- Restoration - Il peccato e il castigo (Restoration), regia di Michael Hoffman (1995)
- Venice Express (Night Train to Venice), regia di Carlo U. Quinterio (1993)
- Extreme Measures - Soluzioni estreme (Extreme Measures), regia di Michael Apted (1996)
- Notting Hill, regia di Roger Michell (1999)
- Mickey occhi blu (Mickey Blue Eyes), regia di Kelly Makin (1999)
- Criminali da strapazzo (Small Time Crooks), regia di Woody Allen (2000)
- Il diario di Bridget Jones (Bridget Jones's Diary), regia di Sharon Maguire (2001)
- About a Boy - Un ragazzo (About a Boy), regia di Chris Weitz, Paul Weitz (2002)
- Two Weeks Notice - Due settimane per innamorarsi (Two Weeks Notice), regia di Marc Lawrence (2002)
- Love Actually - L'amore davvero (Love Actually), regia di Richard Curtis (2003)
- Che pasticcio, Bridget Jones! (Bridget Jones: The Edge of Reason), regia di Beeban Kidron (2004)
- Travaux - Lavori in casa (Travaux, on sait quand ça commence...), regia di Brigitte Roüan (2005)
- American Dreamz, regia di Paul Weitz (2006)
- Scrivimi una canzone (Music and Lyrics), regia di Marc Lawrence (2007)
- Che fine hanno fatto i Morgan? (Did You Hear About the Morgans?), regia di Marc Lawrence (2009)
- Cloud Atlas, regia di Andy e Lana Wachowski e Tom Tykwer (2012)
- Professore per amore (The Rewrite), regia di Marc Lawrence (2014)
- Operazione U.N.C.L.E. (The Man from U.N.C.L.E.), regia di Guy Ritchie (2015)
- Florence (Florence Foster Jenkins), regia di Stephen Frears (2016)
- Paddington 2, regia di Paul King (2017)
- The Gentlemen, regia di Guy Ritchie (2019)
- Glass Onion: Knives Out (Glass Onion: A Knives Out Mystery), regia di Rian Johnson (2022)
- Operation Fortune (Operation Fortune: Ruse de Guerre), regia di Guy Ritchie (2023)
- Dungeons & Dragons - L'onore dei ladri (Dungeons & Dragons: Honor Among Thieves), regia di Jonathan Goldstein e John Francis Daley (2023)
- Wonka, regia di Paul King (2023)
- Unfrosted - Storia di uno snack americano (Unfrosted), regia di Jerry Seinfield (2024)
- Paddington in Perù (Paddington in Peru), regia di Paul King (2024)
- Heretic, regia di Scott Beck e Bryan Woods (2024)
- Bridget Jones - Un amore di ragazzo (Bridget Jones: Mad About the Boy), regia di Michael Morris (2025)

#### Televisione
- La corsa al Polo (The Last Place on Earth) – miniserie TV, 6 puntate (1985)
- Honour, Profit & Pleasure, regia di Anna Ambrose – film TV (1985)
- The Detective – miniserie TV, 3 puntate (1985)
- La guerra di Jenny (Jenny's War) – miniserie TV, 4 puntate (1985)
- A Very Peculiar Practice – serie TV, episodio 1x02 (1986)
- Ladies in Charge – serie TV, episodio 1x05 (1986)
- Shades of Darkness – serie TV, episodio 2x01 (1986)
- Lord Elgin and Some Stones of No Value, regia di Christopher Miles – film TV (1986)
- La bella e il bandito (The Lady and the Highwayman), regia di John Hough – film TV (1989)
- Champagne Charlie, regia di Allan Eastman – film TV (1989)
- Fino al prossimo incontro (Till We Meet Again) – miniserie TV, 2 puntate (1989)
- L'ultimo abbraccio (Our Sons), regia di John Erman – film TV (1991)
- Performance – serial TV, 2 puntate (1991-1993)
- La tata (The Nanny) – serie TV, episodio 4x04 (1996)
- A Very English Scandal, regia di Stephen Frears – miniserie TV, 3 puntate (2018)
- The Undoing - Le verità non dette (The Undoing), regia di Susanne Bier – miniserie TV, 6 puntate (2020)
- The Regime - Il palazzo del potere (The Regime), regia di Stephen Frears e Jessica Hobbs – miniserie TV, puntata 4 (2024)

#### Cortometraggi
- Nocturnes, regia di François Aubry (1988)
- Doctor Who and the Curse of Fatal Death, regia di John Henderson (1999)

### Doppiatore
- Shakespeare: The Animated Tales – serie TV, episodio 1x06 (1992)
- Hooves of Fire, regia di Richard Goleszowski - corto TV (1999)
- Legend of the Lost Tribe, regia di Peter Peake - corto TV (2002)
- Pirati! Briganti da strapazzo (The Pirates! Band of Misfits), regia di Peter Lord e Jeff Newitt (2012)

## Riconoscimenti
- Golden Globe
  - 1995 – Miglior attore in un film commedia o musicale per Quattro matrimoni e un funerale
  - 2000 – Candidatura al miglior attore in un film commedia o musicale per Notting Hill
  - 2003 – Candidatura al miglior attore in un film commedia o musicale per About a Boy - Un ragazzo
  - 2017 – Candidatura al miglior attore in un film commedia o musicale per Florence
  - 2019 – Candidatura al migliore attore in una miniserie o film televisivo per A Very English Scandal
  - 2021 – Candidatura al miglior attore in una miniserie o film televisivo per The Undoing - Le verità non dette
  - 2025 – Candidatura al miglior attore in un film commedia o musicale per Heretic

- Premio BAFTA
  - 1995 – Migliore attore per Quattro matrimoni e un funerale
  - 2017 – Candidatura al miglior attore non protagonista per Florence
  - 2025 - Candidatura al miglior attore per Heretic

- Blockbuster Entertainment Awards (Blockbuster Entertainment Award)
  - 2000: Nominato – Miglior attore in un film commedia o romantico per Notting Hill (1999)
- Chicago Film Critics Association Awards (CFCA Award)
  - 1995: Vinto – Miglior attore esordiente per Quattro matrimoni e un funerale (1994)
  - 2003: Nominato – Miglior attore per About a Boy - Un ragazzo (2002)
- Csapnivaló Awards (Golden Slate)
  - 2000: Vinto – Miglior attore protagonista per Notting Hill (1999) (insieme a Keanu Reeves per Matrix)
- Empire Awards (Empire Award)
  - 2000: Vinto – Miglior attore britannico per Notting Hill (1999)
  - 2002: Nominato – Miglior attore britannico per Il diario di Bridget Jones (2001)
  - 2003: Vinto – Miglior attore britannico per About a Boy - Un ragazzo (2002)
- European Film Awards (Audience Award)
  - 2001: Nominato – Miglior attore (Premio del Pubblico) per Il diario di Bridget Jones (2001)
  - 2004: Nominato – Miglior attore per Love Actually - L'amore davvero (2003)
- Evening Standard British Film Awards (Peter Sellers Award for Comedy)
  - 1995: Vinto – Miglior commedia per Quattro matrimoni e un funerale (1994)
  - 1999: Vinto – Miglior commedia per Notting Hill (1999)
  - 2002: Vinto – Peter Sellers Award for Comedy per Il diario di Bridget Jones (2001)
- Golden Camera, Germany (Golden Camera)
  - 2003: Vinto – Miglior attore internazionale per About a Boy - Un ragazzo (2002)
- Nickelodeon Kids' Choice Awards (Blimp Award)
  - 2000: Nominato – Miglior coppia cinematografica per Notting Hill (1999) (con Julia Roberts)
- London Critics Circle Film Awards (Special Achievement Award e ALFS Award)
  - 1995: Vinto – Special Achievement Award per Quattro matrimoni e un funerale (1994) (per la sua eccezionale performance)
  - 2003: Vinto – Attore britannico dell'anno per About a Boy - Un ragazzo (2002)
- MTV Movie Awards (MTV Movie Award)
  - 1995: Nominato – Miglior performance rivelazione per Quattro matrimoni e un funerale (1994)
- Phoenix Film Critics Society Awards (PFCS Award)
  - 2004: Nominato – Miglior cast per Love Actually - L'amore davvero (2003) (insieme al resto del cast)
- Satellite Awards (Golden Satellite Award)
  - 2002: Nominato – Miglior attore non protagonista in un film commedia o musicale per Il diario di Bridget Jones (2001)
  - 2003: Nominato – Miglior attore protagonista in un film commedia o musicale per About a Boy - Un ragazzo (2002)
- Screen Actors Guild Awards (Actor)
  - 1996: Nominato – Miglior cast per Ragione e sentimento (1995) (insieme ad altri membri del cast)
- Teen Choice Awards (Teen Choice Award)
  - 2001: Nominato – Miglior alchimia alla coppia per Il diario di Bridget Jones (2001) (con Renée Zellweger)
  - 2007: Nominato – Miglior coppia in un film per Scrivimi una canzone (2007) (con Drew Barrymore)
- Mostra Internazionale d'Arte Cinematografica di Venezia (Coppa Volpi)
  - 1987: Vinto – Migliore interpretazione maschile per Maurice (1987) (insieme a James Wilby)
- L'8 luglio del 2000 riceve il Diamond Award al Taormina Film Festival.

## Doppiatori italiani
Nelle versioni in italiano delle opere in cui ha recitato, Hugh Grant è stato doppiato da:
- Luca Ward in La bella e il bandito, Sirene, Quattro matrimoni e un funerale, Il diario di Bridget Jones, About a Boy - Un ragazzo, Che pasticcio, Bridget Jones!, Scrivimi una canzone, Che fine hanno fatto i Morgan?, Cloud Atlas, Professore per amore, Operazione U.N.C.L.E., Paddington 2, A Very English Scandal, The Gentlemen, The Undoing - Le verità non dette, Glass Onion: Knives Out, Operation Fortune, Dungeons & Dragons - L'onore dei ladri, Wonka, Unfrosted - Storia di uno snack americano, Paddington in Perù, Heretic, The Regime - Il palazzo del potere, Bridget Jones - Un amore di ragazzo
- Francesco Prando in Extreme Measures - Soluzioni estreme, Mickey occhi blu, Two Weeks Notice - Due settimane per innamorarsi, Travaux - Lavori in casa, Florence
- Sandro Acerbo in Luna di fiele, Quel che resta del giorno, L'inglese che salì la collina e scese da una montagna, Ragione e sentimento
- Angelo Maggi in Notting Hill, Love Actually - L'amore davvero, American Dreamz
- Gianni Bersanetti in Misfatto bianco
- Antonio Sanna in Maurice
- Maurizio Reti in L'irlandese
- Giorgio Borghetti in La tana del serpente bianco
- Francesco Pannofino in Remando nel vento
- Roberto Pedicini in Champagne Charlie
- Oreste Baldini in Fino al prossimo incontro
- Massimo Rossi in Chopin amore mio
- Fabrizio Pucci in Un'avventura terribilmente complicata
- Tonino Accolla in Nine Months - Imprevisti d'amore
- Loris Loddi in Restoration - Il peccato e il castigo
- Christian Iansante in Venice Express
- Massimiliano Manfredi in Criminali da strapazzo
- Sergio Luzi in La tana del serpente bianco (ridoppiaggio)

Da doppiatore è sostituito da:
- Christian De Sica in Pirati! Briganti da strapazzo